# Corlett-Hague-reglen
Corlett-Hague-reglen er en regel indenfor økonomisk teori om optimal beskatning. Den anvendes i en second-best-sammenhæng og fastslår, at den optimale beskatning kan opnås ved at beskatte varer, der er komplementære til fritid, hvorved forvridningen af arbejdsudbuddet som følge af den eksisterende indkomstbeskatning reduceres. Reglen blev udviklet af W.J. Corlett og D.C. Hague i 1953 og er afledt af de principper om optimal beskatning, som oprindelig blev beskrevet af Frank P. Ramsey. Corlett-Hague-reglen har flere anvendelser i skattepolitik, eksempelvis i forbindelse med vare- eller kapitalindkomstbeskatning.